# John Wylie
Pour les articles homonymes, voir Wylie.
John George Wylie, né le 5 octobre 1854 à Shrewsbury dans le Shropshire en Angleterre et mort le 30 juillet 1924 à Wandsworth un quartier de Londres, est un footballeur anglais actif dans les années 1870 au sein du Wanderers Football Club.
Il est sélectionné une fois en équipe d'Angleterre de football. Wylie est aussi un athlète complet en remportant le pentathlon dans les championnats d’Angleterre d’athlétisme en 1879.
John Wylie naît à Shrewsbury et suit sa scolarité au sein de la Shrewsbury School entre 1869 et 1872. Il gagne ensuite Sheffield où il se forme au métier d’avocat. Il obtient son diplôme en 1878 et décide d’exercer à Londres. En 1881 il vit à Putney.
Wylie meurt à Wandsworth, un quartier de Londres.

## Carrière
La carrière de footballeur de John Wylie commence au sein du Shropshire Wanderers Football Club avant de continuer au Sheffield FC. En 1874 alors qu’il est sélectionné dans l’équipe de Sheffield pour un match contre Londres, il est « emprunté » par les Londoniens à qui il manque un joueur pour disputer le match. En mars 1874 il est sélectionné en équipe d'Angleterre de football à l’occasion d’un match contre l’équipe d'Écosse de football. Il est obligé de déclarer forfait au dernier moment et est alors remplacé par John Hawley Edwards.
Il rejoint ensuite le Wanderers Football Club avec lequel il fait sa première apparition en janvier 1875. Le sommet de sa carrière est la saison 1877–1878 au cours de laquelle il joue onze matchs et marque neuf buts. Six de ces matchs sont des rencontres de la coupe d'Angleterre de football. Les Wanderers disputent pour l’occasion leur troisième finale consécutive qu’ils remportent le 23 mars 1878 3–1 contre le Royal Engineers Association Football Club.
Trois semaines avant la finale, John Wylie est sélectionné avec deux de ses coéquipiers Henry Wace et Hubert Heron en équipe nationale. Cette fois-ci il tient bien sa place mais doit subir une lourde défaite contre les Écossais 7 buts à 2. Wylie marque le premier but anglais.
John Wylie reste au sein des Wanderers jusqu’en 1879. Il dispute son dernier match le 28 novembre 1879.

## Palmarès
- Wanderers Football Club
  - Vainqueur de la Coupe d’Angleterre de football en 1878